# Martigné-Briand
Martigné-Briand korábbi község Franciaország Loire mente régiójában, Maine-et-Loire megyében. 2017. január 1-jén Chavagnes és Notre-Dame-d’Allençon községgel egyesült és Terranjou új község része lett.
Lakosainak száma 1960 fő (2018. január 1.). Martigné-Briand Aubigné-sur-Layon, Brigné, Chavagnes, Faveraye-Mâchelles, Luigné, Saint-Georges-sur-Layon, Bellevigne-en-Layon és Tigné községekkel határos.

## Népesség
A település népességének változása:
| Lakosok száma | 1591 | 1717 | 1763 | 1689 | 1705 | 1867 | 1948 | 1926 | 1955 | 1960 |
|               | 1968 | 1975 | 1982 | 1990 | 1999 | 2011 | 2014 | 2015 | 2017 | 2018 |